# Xixia
Xixia (西夏, Xī Xià), eller Västra Xia, var ett rike grundat av tanguter som härskade i det som idag är nordvästra Kina 1038–1227. När det var som störst kontrollerade ett territorium som omfattade Ningxia, Gansu, östra Qinghai, norra Shaanxi, nordöstra Xinjiang, sydvästra delen av Inre Mongoliet och sydligaste delen av Yttre Mongoliet.
Tanguterna hade blivit undanträngda av det tibetanska imperiet på 600-talet och hade därför skapat en maktbas på Ordosplatån vid Gula floden. När Songdynastin kom till makten i det egentliga Kina grundade de ett rike väster om Gula floden med en huvudstad vid dagens Yinchuan. Den första kejsaren var Yuan-Hao som genom ett sexårigt krig mot Songdynastin slutligen gjorde Xixia oavhängigt från sina grannar.
Religionen var buddhism och många buddhistiska skrifter översattes till tangutiska vilket var det officiella språket i Xixia. 
År 1125 invaderades Xixia av khitaner och på 1140-talet drabbades man av revolter. När kejsar Renxiao dog 1193 hade landet ett nationellt skolväsende och en högskola med 300 platser. Under 1209 invaderades riket av Djingis khan och Xixia tvingades betala tribut till honom.
År 1227 besegrades riket slutgiltigt av mongolerna. Efter den mongoliska erövringen 1227 införlivades riket i Yuandynastins domäner och det område som idag är regionen Ningxia fick sitt nuvarande namn, vilket betyder "det underkuvade territoriet från Xixia" (夏地安寧).
Xixia-riket räknades aldrig som en legitim dynasti av traditionell kinesisk historieskrivning och därför fick Xixia ingen plats i de officiellt sanktionerade historieverken.